# Saint-Sernin-du-Bois
Saint-Sernin-du-Bois és un municipi francès situat al departament de Saona i Loira i a la regió de Borgonya - Franc Comtat. L'any 2009 tenia 1.805 habitants.

## Història
| Data d'elecció                           | Identitat           | Partit | Qualitat |
| ---------------------------------------- | ------------------- | ------ | -------- |
| 1947-1953                                | Ernest Bouyet       |        |          |
| 1953-1971                                | Pierre Boyer        | PCF    |          |
| 1971-2001                                | Joseph Simonin      |        |          |
| 2001-                                    | Jean-Marc Hippolyte | PS     |          |
| les dades anteriors no són pas conegudes |                     |        |          |
|                                          |                     |        |          |

## Demografia
| A partir de 1990: Població sense dobles comptes |